# Beica de Sus
Beica de Sus – wieś w Rumunii, w okręgu Marusza, w gminie Beica de Jos. W 2011 roku liczyła 318 mieszkańców.